# Caddella africana
Caddella africana − gatunek kosarza z podrzędu Eupnoi i rodziny Caddidae.

## Występowanie
Gatunek jest endemiczny dla Republiki Południowej Afryki.